# Aulonium ruficorne
Aulonium ruficorne ist ein Käfer aus der Familie der Zopheridae und der Unterfamilie Colydiinae. Die im Mittelmeerraum heimische Art wurde im Jahr 2020 erstmals in Deutschland nachgewiesen. Mittlerweile gibt es mehrere Funde am mittleren Oberrhein zwischen Karlsruhe und Walldorf. Das lateinische Art-Epitheton ruficorne bedeutet „rothörnig“ und bezieht sich vermutlich auf den rötlichen Kopfvorderrand und die rötlichen Fühler. Die Art wurde von Guillaume-Antoine Olivier im Jahr 1790 als Colydium ruficorne erstbeschrieben.

## Merkmale
Die Käfer besitzen eine Größe von 3,5 bis 4,6 mm. Der Halsschild weist am Vorderrand bei den Männchen zwei Höcker, bei den Weibchen wenigstens Verdickungen der Randlinie auf. Zusätzlich sind beim Männchen die Mittel- und Seitenlinien des Halsschilds vorne kielig bis rippenartig erhaben. Kopf, Halsschild und das hintere Drittel der Flügeldecken sind braunschwarz gefärbt. Der Kopfvorderrand, die vorderen zwei Drittel der Flügeldecken sowie die Beine und die Fühler sind gelbrot gefärbt. Die Punktreihen auf den Flügeldecken sind nur undeutlich ausgeprägt.

## Verbreitung
Die Käferart kommt im gesamten Mittelmeergebiet vor. Ihr Vorkommen reicht von der Iberischen Halbinsel und Nordafrika (Marokko, Algerien) bis nach Kleinasien, den Nahen Osten (Syrien, Israel) und in den Kaukasus. Nach Norden hin erweitert die Käferart offenbar ihr Verbreitungsgebiet und hat mittlerweile Südwestdeutschland erreicht.

## Lebensweise
Die Käfer und deren Larven findet man gewöhnlich unter der Rinde von Kiefern wie der Waldkiefer oder  der Aleppo-Kiefer, aber auch anderer Bäume, wo sie räuberisch von den Eiern und Larven von Borkenkäfern leben, insbesondere von den Arten Ips sexdentatus, Ips acuminatus, Orthotomicus erosus und Orthotomicus proximus. Aulonium ruficorne gilt im Mittelmeerraum als bedeutender Antagonist der Borkenkäfer. Die Imagines von Aulonium ruficorne beobachtet man insbesondere im April und im Mai, der Hauptfortpflanzungszeit der Borkenkäfer. Die Lebenserwartung der ausgewachsenen Käfer liegt zwischen einem und drei Monaten.

## Bilder

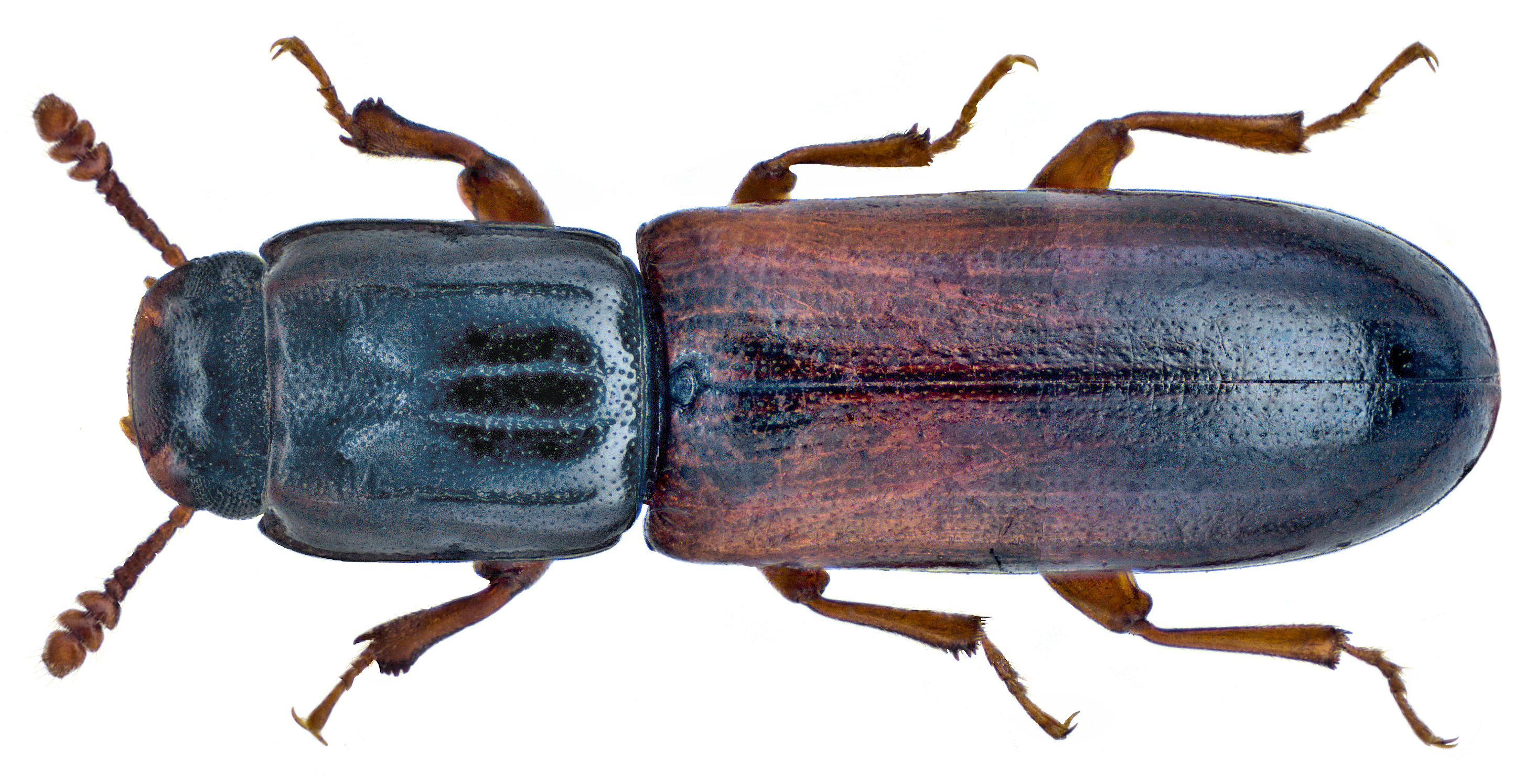
Präparat
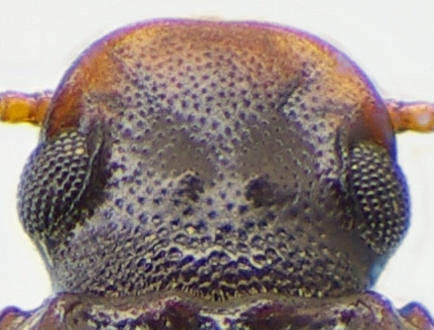
Makroaufnahme des Kopfs
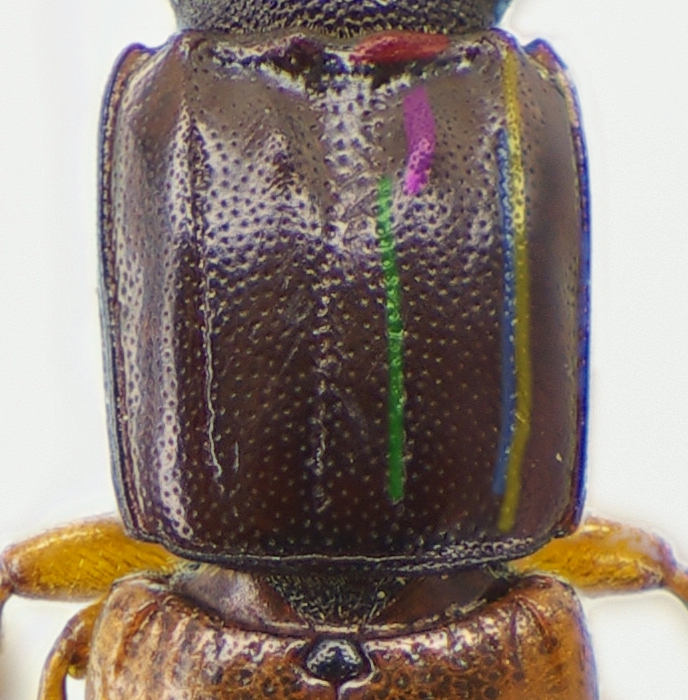
Makroaufnahme des Halsschilds
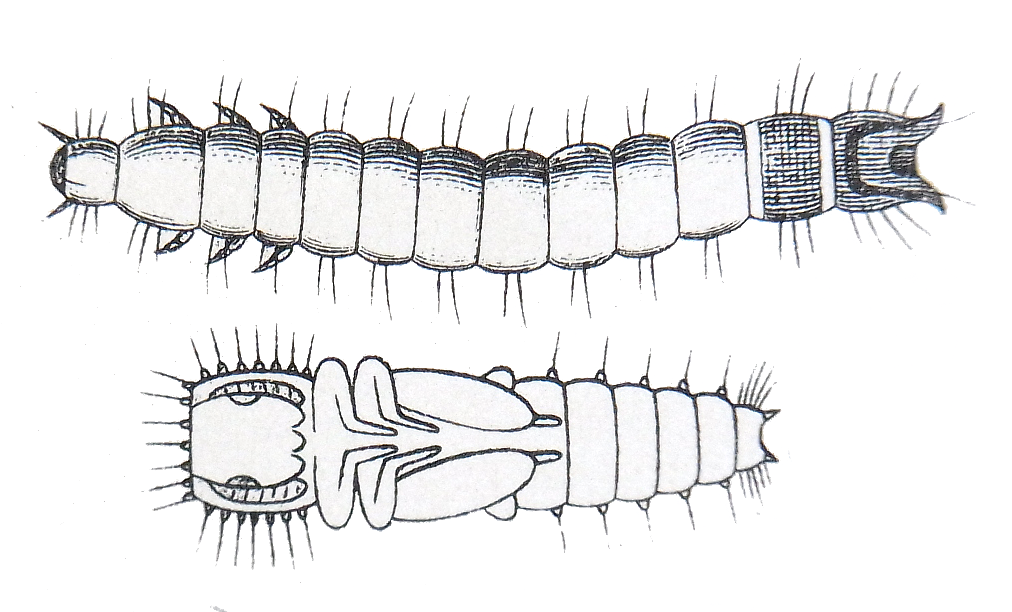
Skizze der Larve
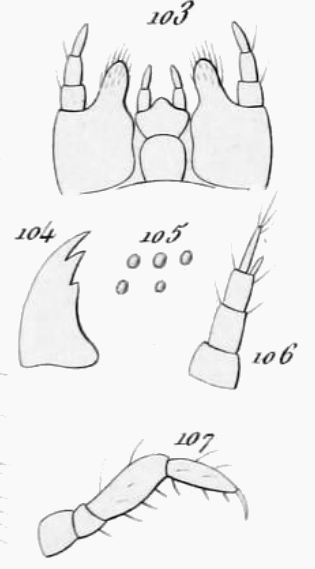
Skizzendetails der Larve